# Massimo Mucchetti
Massimo Mucchetti (Brescia, 12 dicembre 1953) è un giornalista e politico italiano.

## Biografia
Laureatosi in filosofia all'Università Statale di Milano, giornalista professionista dal 1981, ha iniziato l'attività sul quotidiano Bresciaoggi, una cooperativa della quale è stato uno degli amministratori, per poi passare al “Mondo economico”, settimanale de il Sole 24 Ore.
Dal 1986 al 2003 ha lavorato all'Espresso dov'è stato vicedirettore. Dal 2004 al 2012 è stato vicedirettore ad personam del Corriere della Sera.
A novembre 2004 Mucchetti (insieme a Vittorio Colao e altri dirigenti del Corriere della Sera) è stato vittima di un tentativo di intrusione informatica da parte di uno o più cracker che, secondo l'accusa, sarebbero legati al tiger team di Telecom Italia.

### Elezione a senatore
Alle elezioni politiche del 2013 viene candidato al Senato della Repubblica, come capolista nella circoscrizione Lombardia tra le file del Partito Democratico, dove viene eletto senatore. Nel corso della XVII legislatura della Repubblica Mucchetti ricopre l'incarico di presidente della 10ª Commissione Industria, commercio, turismo del Senato, da dove si è occupato di importanti dossier, tra i quali il caso Ilva, quello di Telecom Italia e Alitalia, la riforma della legislazione sull'Offerta pubblica di acquisto (Opa) e le nomine dei vertici delle società partecipate dallo Stato come Eni, Enel, Terna e Finmeccanica, oltre a farsi primo firmatario di una proposta di legge sul conflitto d'interessi, le incompatibilità parlamentari e di una proposta sul finanziamento dei partiti politici.
Nel 2014 ha aperto il suo blog Vado al Massimo.
Nel 2015 è protagonista di uno scontro con il direttore de l'Unità Erasmo d'Angelis, a causa della linea politica del giornale, da lui definito "simile alla Pravda di Černenko".
Il 23 ottobre 2017 in dissenso dal PD non partecipa al voto di fiducia sul Rosatellum, la nuova legge elettorale.
Non si ricandida più alle elezioni politiche del 2018, tornando a dedicarsi a tempo pieno all'attività giornalistica.

## Opere
- Massimo Mucchetti, Licenziare i padroni?, Milano, Feltrinelli, 2004, ISBN 9788807818196.
- Massimo Mucchetti, Il baco del Corriere, Milano, Feltrinelli, 2006, ISBN 9788807171321.
- Massimo Mucchetti e Cesare Geronzi, Confiteor. Potere, banche e affari. La storia mai raccontata, Milano, Feltrinelli, 2012, ISBN 9788807172526.
- Massimo Mucchetti, L'ultimo decennio, revisione di una liquidazione sommaria, in Roberto Artoni (a cura di), Storia dell'IRI, vol. 4, Roma-Bari, Laterza, 2014, ISBN 9788858105726.

## Premi
- Premiolino[6][7] (1995)
- Premiolino[8][9][10] (2011)